# Tribolium alternans
Tribolium alternans là một loài thực vật có hoa trong họ Hòa thảo. Loài này được (Nees) Renvoize miêu tả khoa học đầu tiên năm 1985.